# Die Blaue Vier

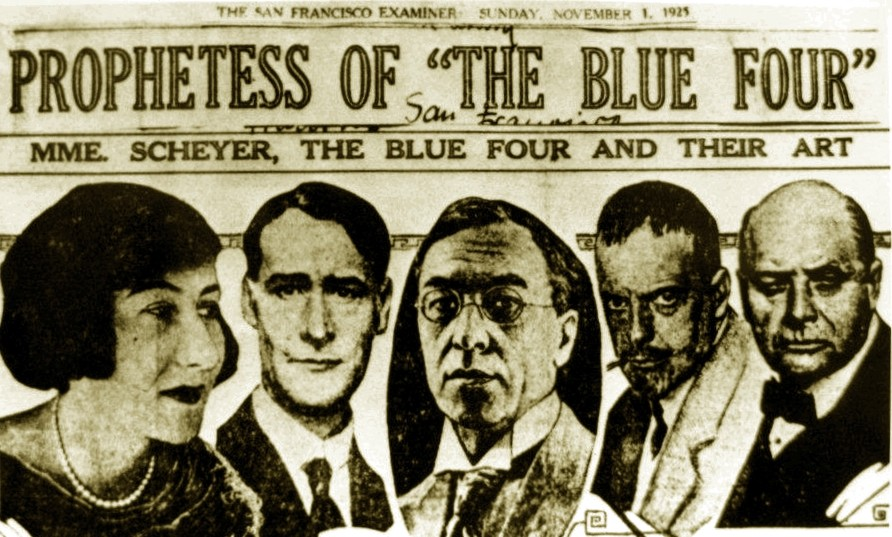
Galka Scheyer mit Feininger, Kandinsky, Klee und Jawlensky, Collage auf einer Zeitungsseite des „San Francisco Examiners“ vom 1. November 1925

Die Blaue Vier war eine Ausstellungsgemeinschaft, die im März 1924 in Weimar gegründet wurde. Ihr gehörten vier Maler an, die drei Bauhaus-Meister: Lyonel Feininger, Wassily Kandinsky und Paul Klee sowie Alexej von Jawlensky.

## Bedeutung
Es war Galka Scheyer (1889–1945), eine deutsch-amerikanische Malerin, Kunsthändlerin und Sammlerin,  die diese Künstler im Gedenken an das epochale Wirken der Redaktion Der Blaue Reiter zusammenbrachte. „Die Blaue Vier“ stellte zunächst vorwiegend im Bauhaus-Umfeld aus, und ihre Mitglieder tauschten, da sie in Freundschaft verbunden waren, ihre Werke untereinander aus. Durch Galka Scheyer, die auch den Namen prägte, gelang es aufgrund einer Ausstellungstour, die Werke und Künstler in den USA bekannt zu machen. Hierzu nahm sie Kontakt mit einer ganzen Reihe von amerikanischen Universitäten, Museen, und Kunstvereinigungen auf und hielt im Laufe der kommenden Jahre auch zahlreiche Vorträge zur Rolle der Kunst in der Gesellschaft.
Scheyer brachte die Arbeiten der vier Blauen Könige, wie sie diese auch bezeichnete, in den Sammlungen von Fritz Lang, Josef von Sternberg, Marlene Dietrich und Greta Garbo unter, die später als bedeutend eingeschätzt wurden. Sie schuf somit einen Beitrag zur Verbreitung der künstlerischen Ideen dieser deutschen und russischen Künstler in dem damals der Modernen Kunst gegenüber eher reservierten Amerika. Der Einsatz von Galka Scheyer markiert insofern den Beginn des internationalen Ruhms, den Feininger, Jawlensky, Kandinsky und Klee nach dem Zweiten Weltkrieg mit ihrer Kunst erreicht haben.